# Rybozymy

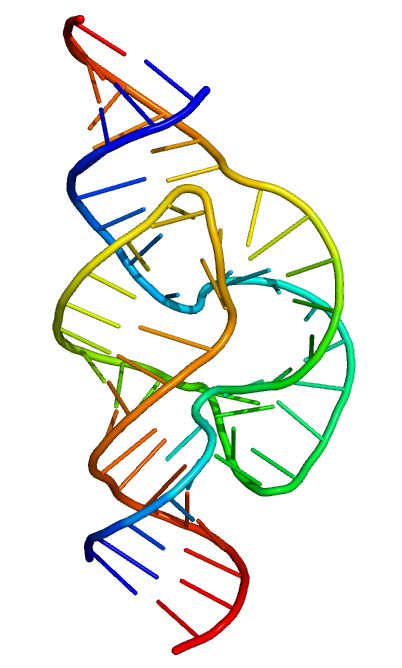
Rybozym hammerhead

Rybozymy – substancje zbudowane z kwasu rybonukleinowego (RNA) zdolne do katalizowania pewnych reakcji chemicznych. Spełniają zatem funkcje analogiczne do enzymów białkowych.
Rybozymy występują u wszystkich organizmów, przede wszystkim w mechanizmie syntezy białek oraz przemian kwasów nukleinowych. Transferaza peptydylowa – enzym wchodzący w skład rybosomów, który tworzy wiązania peptydowe, jest rybozymem (rRNA). Inną ważną funkcją rybozymów snRNA jest wycinanie intronów ze świeżo zsyntetyzowanego mRNA. Niektóre rybonukleazy także są rybozymami.
Rybozymy spełniają też wiele innych funkcji, m.in. wchodzą w skład wielu wirusów.
Rybozymy występują także u bakterii i eukariontów. Te cząsteczki RNA mogą katalizować wycięcie określonego fragmentu samej siebie lub innej cząsteczki RNA. W ten sposób łamią one jedną z klasycznych zasad genetyki molekularnej zakładającą, iż biokatalizatorami reakcji chemicznych zachodzących w komórce (enzymami) są zawsze cząsteczki białka.
Pojawiły się już pierwsze eksperymentalne zastosowania rybozymów w leczeniu chorób, m.in. zakażenia HIV oraz do terapii genowej.
Badania nad rybozymami znajdują się wciąż we wczesnym stadium. Można się spodziewać wielu nowych odkryć w tej dziedzinie.
W 2001 zsyntetyzowano pierwszą rybozymową polimerazę RNA.
Warto odnotować, że odkryto rybozymy, które mogą skutecznie katalizować niektóre reakcje organiczne, pełniąc rolę induktorów chiralności. Opisano asymetryczną wersję reakcji Dielsa-Aldera katalizowaną przez rybozym, w której nadmiar enancjomeryczny sięgał 90%.

## Historia odkrycia rybozymów
U eukariontów mRNA pochodzące z transkrypcji nie służy bezpośrednio do syntezy białek. Między syntezą a użyciem podlega obróbce, do której należy splicing → usuwanie sekwencji niekodujących, czyli intronów. W latach 1979–1982 Thomas Cech przeprowadził badania tego procesu na jednokomórkowym eukariocie Tetrahymena thermophila. Trwały one tak długo, gdyż Cech nie mógł znaleźć białka odpowiedzialnego za wycinanie tego fragmentu. W końcu badania jednoznacznie wykazały, że RNA podlega autokatalizie – sam wycina zbędne fragmenty. Był to pierwszy odkryty rybozym. Następne lata przyniosły odkrycia dalszych rybozymów oraz enzymów mieszanych białkowo-rybonukleinowych.
W 1989 Thomas Cech razem z Sidneyem Altmanem otrzymali za swą pracę nagrodę Nobla w dziedzinie chemii.

## Świat RNA
Odkrycie rybozymów rozwiązało jeden z paradoksów pochodzenia życia – białka nie mogą istnieć bez kwasów nukleinowych, a kwasy nukleinowe bez białek. Okazało się, że kwasy nukleinowe, w szczególności RNA, tak naprawdę nie potrzebują białek do istnienia.
Teoria, że pierwsze organizmy nie zawierały ani DNA ani białek, lecz jedynie RNA, zyskała ostatnio znacznie na popularności. Hipotetyczna epoka, w trakcie której istniały organizmy zbudowane wyłącznie z RNA nazywana jest światem RNA. Dzięki niedawnemu zsyntetyzowaniu de novo polimerazy RNA zbudowanej z RNA teoria ta jeszcze bardziej zyskała na wiarygodności.